# Арагонская низменность
Араго́нская ни́зменность, также Араго́нская равни́на — низменность на северо-востоке Пиренейского полуострова, между Пиренеями, Иберийскими и Каталонскими горами.
Протяжённость равнины составляет 300 км, ширина — до 120 км, высота — 250 м, вблизи гор — до 500—700 м. Поверхность всхолмлённая. Вдоль оси равнины протекает река Эбро. Климат субтропический континентальный; количество осадков составляет 300—500 мм в год. Преобладает сухая степь; местами — гаррига и полупустыня. Долина реки Эбро густо заселена. На территории равнины расположен город Сарагоса.